# Rhitymna flava
Rhitymna flava là một loài nhện trong họ Sparassidae.
Loài này thuộc chi Rhitymna. Rhitymna flava được miêu tả năm 1994 bởi Joachim Schmidt & Otto Krause.